# Raymond Ceuppens
Raymond Ceuppens est un écrivain, un peintre et un sculpteur belge, né à Etterbeek (Bruxelles) le 23 octobre 1936, il y est décédé le 5 septembre 2002.

## Biographie
La mer est sa grande passion. Chantre des canaux, des rafiots et du vague à l'âme des marins, il est photographe de presse, technicien de cinéma, journaliste (reportages sur la misère dans les grandes villes d'Europe), permanent de la lutte urbaine, charpentier de marine, ouvrier en usine ou sur des chantiers navals avant de voir ses œuvres publiées à la quarantaine.
En 1974, il crée avec Jean-Marie Stroobants et Jean-Marie Lison le mensuel « Le Marollien Rénové », journal du quartier populaire des Marolles qui fête son 35e anniversaire en 2009.
Il remporte le prix Victor Rossel en 1982 pour son roman L'été pourri. Lors de son interview, il déclare « Ce n’est pas parce qu’on n’est pas allé à l’école qu’on n'a pas de vie intérieure !».
Ses nouvelles reflètent ses expériences et la vie quotidienne du monde ouvrier, dans la grande tradition de la littérature prolétarienne belge.
Une exposition, :"Raymond Ceuppens, un humaniste en relégation" (manuscrits, photographies, dessins,…) a été organisée à la bibliothèque communale de Saint-Josse-ten-Noode du 21 avril au 31 mai 2008.

## Œuvres
- Les Lampes rouges de l’Atlantique Nord, Compte d'auteur, 1976.
- À bord de la Magda, Denoël, Paris, 1979  (ISBN 2207225488).
- Sous la grande voile, Denoël, Paris, 1981  (ISBN 2207226948).
- L'été pourri, Denoël, Paris, 1982  (ISBN 978-2207228135).
- Le bar des tropiques. Bassin de relégation, Denoël, Paris, 1986  (ISBN 978-2207232231).
- Le Retour du vivant, nouvelles, Plein Chant, Bassac, France, 1987  (ISBN 978-2-85452-049-1).
- La Puissance du manque, roman-théâtre, Le Cerisier, Cuesmes, Belgique, 1993  (ISBN 287267005X).
- Un peu plus vers la mer, avec 12 encres de Jean-Claude Pirotte, nouvelles, Les Carnets du Dessert de Lune, Bruxelles, 2008  (ISBN 978-2-930235-79-0) (OCLC 234776147)